# Nick Beams
Nick Beams (* 1948) es miembro del Consejo Editorial Internacional del sitio World Socialist Web Site y especialista en economía política marxista de reconocimiento internacional. 
Es un prolífico escritor y ha dictado conferencias abiertas al público en general en muchos países sobre el colapso de la URSS, la globalización y la crisis financiera mundial.